# Jinja
Jinja — рушій шаблонів для мови програмування Python створений Арміном Ронакером з ліцензією BSD. На відміну від схожого рушія шаблонів у Django, використовує вирази у стилі мови Python та використовує пісочницю для шаблонів. Завдяки тому, що шаблони Jinja засновані на текстовому форматі, тому створення розмітки документу стає подібним до написання сирцевого коду.
Шаблони рушія Jinja надають можливості налаштування тегів, фільтрів, тестів та глобальних параметрів. Також, на відміну від рушія Django, Jinja дозволяє розробнику шаблонів викликати функції з об'єктами як аргументи. Jinja є основним рушієм шаблонів у Flask.

## Властивості
Основні властивості Jinja:
- виконання у пісочниці
- потужна автоматизація перевірки HTML[en] для запобігання атак міжсайтового скриптингу (XSS)
- спадковість шаблонів
- виконується компіляція в оптимальний python код на момент використання
- опціонально доступна дострокова компіляція шаблонів
- легке зневадження. Номери рядків винятків безпосередньо вказують на правильний рядок шаблону.
- синтаксис можна налаштувати

Jinja, подібно Smarty, має легку у використанні систему фільтрів подібно до конвеєра у Unix.

## Приклад
Тут наведено невеличкий приклад файлу шаблону 'example.html.jinja'
```
<!DOCTYPE html>

<
html
>

  
<
head
>

    
<
title
>
{{
 
variable
|
escape
 
}}
</
title
>

  
</
head
>

  
<
body
>

  
{%
- 
for
 
item
 
in
 
item_list
 
%}

    
{{
 
item
 
}}{%
 
if
 
not
 
loop
.last
 
%}
,
{%
 
endif
 
%}

  
{%
- 
endfor
 
%}

  
</
body
>

</
html
>

```

і код шаблону:
```
from
 
jinja2
 
import
 
Template

with
 
open
(
'example.html.jinja'
)
 
as
 
f
:

    
tmpl
 
=
 
Template
(
f
.
read
())

print
 
tmpl
.
render
(

    
variable
 
=
 
'Value with <unsafe> data'
,

    
item_list
 
=
 
[
1
,
 
2
,
 
3
,
 
4
,
 
5
,
 
6
]

)

```

Він породжує наступний HTML код:
```
<!DOCTYPE html>

<
html
>

  
<
head
>

    
<
title
>
Value with 
&lt;
unsafe
&gt;
 data
</
title
>

  
</
head
>

  
<
body
>

    1,
    2,
    3,
    4,
    5,
    6
  
</
body
>

</
html
>

```